# Pyrolyse d'ester
La pyrolyse d'ester est une réaction organique de type pyrolyse sous vide convertissant les esters contenant une hydrogène β en acide carboxylique correspondant et en alcène. Elle ne fonctionne donc pas, par exemple, pour les esters de méthyle.
Une réaction produisant le même type de produits dans des conditions plus douces est la réaction de Tschugaeff.

## Mécanisme
La pyrolyse de l'ester (1)  suit mécanisme réactionnel d'élimination Ei, et un donc un exemple d'élimination syn. La réaction est en une étape, avec en état de transition un pseudo-cycle à six (2) ; le groupe alkyle donne son hydrogène en β au groupe carboxyle, dans une réaction concertée ou le doublet libre se rabat sur la liaison carbone-carbone, le doublet formant la liaison carbone-oxygène se rabattant sur pour forer un groupe carboxyle. Le résultat est donc un alcène (3) est un acide carboxylique (4).

## Exemples
On peut citer comme exemples la synthèse de l'acide acrylique par pyrolyse de l'acrylate d'éthyle à 590 °C, la synthèse du penta-1,4-diène à partir du diacétate de pentane-1,5-diol à 575 °C ou encore la construction d'un assemblage de cyclobutène à 700 °C.